# Terra Nova 〜未来創世記
『Terra Nova 〜未来創世記』（テラノバ みらいそうせいき、原題: Terra Nova）は、アメリカ合衆国のSFドラマシリーズである。2011年9月26日に2時間の初回、同年12月19日に2時間のシーズン最終回が放送された。8500万年前の世界に派遣された人類を描く物語であり、イギリスの脚本家のケリー・マーセルのアイディアを基にしている。

## 内容
2149年、人口爆発と世界規模の大気汚染により、地球上のすべての生命が脅かされていた。科学者たちは、時空の亀裂を発見し、8500万年前の白亜紀の地球に人々を送って歴史を変えようとする。主人公であるジム・シャノンとその家族は植民地「テラノバ」に加わり、様々な問題に直面する。
ストーリーは2149年の人口規制されたシカゴの町で3人目が生まれ、隠し子として育てられてきたゾーイが人口規制官に見つかり、ゾーイを助けようとした父親が服役したことに始まる。選ばれた人間だけが8500万年前の地球に建設されたコロニーに移住できる権利を持つが、ゾーイの母親が医師として選ばれ、その子であるゾーイの兄と姉が同行を許された。5歳のゾーイに身よりはなく、3人が移住すると残されたゾーイに生きていく望みはなかった。

## 登場した生物
本作に登場した生物の多くは、古生物学者のジャック・ホーナー監修のもと、制作陣が思弁進化的に創り上げた架空種である。また舞台となった世界は、およそ8500万年前の白亜紀初頭(チューロニアン)とされているが、ジュラ紀の北米に生息したブラキオサウルスや白亜紀末の南米に生息したカルノタウルスなど、生息時代ないし地域が複雑に混ぜ合わされている点に注意が必要。

### 恐竜
- ブラキオサウルス

ところどころ脇役として登場した温厚な竜脚類。居住区の近くにも現れることがあり、人馴れしているらしい。
- ハウラー(Howler)

架空種。セリフとジャングル内の鳴き声でのみ登場した。
- スラッシャー(Acceraptor)

架空種。トサカと鋭い鉤爪が発達した獣脚類。非常に好戦的であり、武器を持った人間にも怯まず襲いかかる。作中では、数頭で徒党を組んでいた。史実のメガラプトルやユウティラヌスに近い容姿と生態をしているが、それよりも脚が短く、尻尾はより柔軟である。また尻尾の先には皮骨質のブレードが生えていて、これで獲物を切り裂くこともある。ちなみに尾のブレードは加工してナイフにもされている。
- カルノタウルス

角と鎧で武装した大型のアベリサウルス類。自動車にも負けない俊足を誇り、体当たりや死角からの奇襲で人間を餌食にする。ある種のウイルスによっては宿主にされているらしい描写もある。終盤では主人公共々2149年へ足を踏み入れ、悪役を片っ端から殺し回った。
- アロサウルス

セリフでのみ登場。人間の仕掛けた地雷にかかっていた。
- オボサウルス(Ovosaurus)

架空種。ニッケルを好む小型の羽毛恐竜。頭頸部の細かな棘のほか、背中には羽毛も確認できる。どうやら本種にとってのニッケルは、犬でいうところのハッカ、猫でいうところのマタタビに相当するらしい。
- ナイコラプトル(Nykoraptor)

“陸のサメ”の異名を持つドロマエオサウルス類。茶色の羽毛に全身を包んでおり、とても活動的かつ好戦的な捕食者である。顎の歯列が3列存在し、歯が抜け落ちるとすぐさま新品に置き換わる(これは史実の獣脚類やサメと同じ特徴)。バギーを振り切るほどのスピードで走るだけでなく、目にも留まらぬ勢いで木を駆け上がっている。日中、夜間問わず獲物を探しており、ガルサウルスは本種の獲物になっている。
- アンキロサウルス

全身を骨質の鎧で覆った鎧竜。ブラキオサウルス同様温厚な性格をしており、赤ん坊であれば人馴れする様子も見られた。
- ガルサウルス(Gallusaur)

セリフとコンピューターの画面上にのみ登場した小型の羽毛恐竜。腕に小さな翼が発達しているが、それ以外はシノサウロプテリクスに近い姿をしている。なお本種はナイコラプトルの獲物とされている。
- トリケラトプス

頭骨でのみ登場。
- エンピロサウルス(Empirosaur)

架空種。2足歩行復元のスピノサウルスのような外見をした巨大獣脚類。闇に乗じて人間へ襲いかかったが、奇しくもジュラシックパーク3と同様、炎を使った方法で撃退されてしまった。
- ハドロサウルス

プロモーション写真でのみ登場

### 恐竜ではない生物
- コモドオオトカゲの祖先

架空種。現実のコモドオオトカゲより巨大で、なおかつエリマキトカゲのような飾りビレすら備えている。
- マルコルムス(Malcolmus pterosauri)

架空種。ランフォリンクスに近い外見をした小型の翼竜。作中ではムクドリのような大群を作っていた。フェロモンの関係で居住区に集まってしまい、数人を殺害する結果となった。本来は海辺を生息地としているらしい。
- 翼竜の不明種

架空種。プテラノドンそっくりの姿をしているが、頭部の中腹にトサカがもう一枚存在している点が異なる。
- ツリーダーター(Tree darters)

架空種。ヘビの一種。
- トカゲ

- メガネウラ

古生代に生息した史上最大級の昆虫。史実では数億年前の古生代に生息した。シクサーズの首領ミラが使役している。
- 寄生虫(Taroca parasite)

架空種。人間に寄生するのこともある危険な種で、手術により取り出された。
- 甲虫
- ムカデ
- ヒル
- クモ

- シファクティヌス
- バショウカジキ

## 製作

### シーズン1
アレックス・グレイヴスがパイロット版を監督するために契約した。ブラノン・ブラーガとレネ・エシェヴァリアがショーランナーを務めている。プロデューサーのスティーヴン・スピルバーグは『ジュラシック・パーク』（1993年）とは異なる撮影場所を望んだため、ハワイではなくオーストラリアでロケが行われることになり、オーストラリアクイーンズランド州南東のブリスベン、ゴールドコースト、ゴールドコースト・ヒンターランドで撮影された。2時間のパイロット版は2010年11月下旬から12月まで26日間にわたって撮影されたが、撮影中は豪雨に悩まされた。セットは250以上作られた。1話あたり撮影期間は通常のテレビドラマのように8日から9日間だが、ポストプロダクションには平均の倍の6週間をかけている。1話あたりの製作費は約400万ドルで、ネットワーク・ドラマの平均370万ドルを上回っている。フォックス・エンターテインメントのケヴィン・ライリーは「これは巨大なものになるだろう」と語った。スピルバーグは小道具のアイデアを出したり、恐竜を「まるで本物のカメラで撮ったかのように」見せるアングルを模索したり、『ジュラシック・パーク』と同じ恐竜を出さないように指示したり、キャスティングにも意見を出したりした。
例外的な決断により、フォックスは単発のパイロット版を飛び越え、いきなり13話を発注した。オーストラリアの巨大なセットを解体、復興するのは高額となることなど、この決定の一部には財政的な理由があった。このような決定にもかかわらず、ピーター・ライスは、番組は「非常に高価で...非常に野心的なテレビ番組」で説明し、製作が予算オーバーしていることを否定した。またケヴィン・ライリーは「我々は完全な未知の領域には居ない。シリーズの起動コストが高のは確かだ。しかし、それは銀行潰しのシリーズではない」と続けた。白亜紀の恐竜の10%しか化石が見つかっていないことを理由にシリーズの舞台に選ばれ、ジャック・ホーナーの協力の下、架空の恐竜が創造された。
2010年6月、1人目のキャストであるジム・シャノン役のジェイソン・オマラが発表された。8月末、アリソン・ミラーがキャストに加わった。9月、『デッドライン・ハリウッド』は、スティーヴン・ラングがテイラー司令官役で契約したと報じた。製作総指揮のデビッド・フューリーは、創造性の違いを理由としてシリーズを去った。9月、シェリー・コンが主役女性役として加わった。10月、ブライアン・タイラーが作曲家に選ばれ、ミド・ハマダや、ランドン・リブロン、ナオミ・スコット、アラナ・マンスールら子供役キャストが加わった。11月にミラ役のクリスティーン・アダムス、2011年5月にロッド・ハレットがキャストに加わった。
キャストとクルーは第1シーズンの製作を続行するため、2011年5月20日にオーストラリアのクイーンズランド州に戻った。撮影は2011年5月25日に開始された。第1シーズンの長い製作過程で、2011年7月、同シーズンは全13話構成で2011年内に完了すると発表された。

### キャンセル
2011年12月に第1シーズン最終回の放送後、フォックス放送はシリーズの継続の決定は2012年まで行われないと述べた。フォックス・エンターテイメント社長のケヴィン・ライリーは、番組はネットワークのために有益であると述べた。 2012年3月6日、フォックス放送はシリーズのキャンセルを発表した。

## キャスト

### 主要キャスト
ジェームズ"ジム"・シャノン
演：ジェイソン・オマラ、吹替：畠中洋
元シカゴ市警察麻薬捜査官で献身的な父親。2149年の世界で人口制御法を破ったために投獄されていたが脱出し、家族と共にテラノバに移った。移住後はテイラー司令官の信頼を得て保安官となる。
エリザベス・シャノン医師
演：シェリー・コン、吹替：河合美智子
テラノバの外傷外科医でチーフメ・ディカル・オフィサー。ジムの妻であり、3人の子供の母親。第1話でジムを刑務所から逃がし、テラノバへたどり着く。
ミラ
演：クリスティーン・アダムス、吹替：山像かおり
第6次入植団のメンバーであり、テラノバに反乱するグループのリーダーである。2149年に戻り、娘との暮らしを望んでいる。
スカイ・アレキサンドリア・テイト
演：アリソン・ミラー、吹替：竹田まどか
長らくテラノバで暮らしている第5次入植者であり、ジョシュの友人となる。シャノンの到着の3年前に両親を失っており、以後はテイラーに育てられている。
ジョシュ・シャノン
演：ランドン・リブロン、吹替：浪川大輔
ジムとエリザベスの息子で17歳。2149年に恋人を残してきたため、当初は父と不仲であったが、徐々に関係を改善してゆく。
マディ・シャノン
演：ナオミ・スコット、吹替：白石涼子
ジムとエリザベスの娘で16歳。
ゾーイ・シャノン
演：アラナ・マンスール、吹替：日向ゆきこ
ジムとエリザベスの娘で5歳。
マルコム・ウォレス博士
演：ロッド・ハレット、吹替：村治学
テラノバ・コロニーのチーフサイエンスオフィサー。エリザベスをテラノバに呼び寄せた。エリザベスがジムに出会う前、マルコムと彼女は恋人関係にあり、彼女が夫を2149年の刑務所に置いてくると予想していた。
ナサニエル・テイラー司令官
演：スティーヴン・ラング、吹替：菅生隆之
開拓者でテラノバのリーダー。人類最初の白亜紀到達者で、一人で118日間を生き延び、その後訪れた新たな植民者と共にコミュニティを築いて7年間に渡ってリーダーを務めた。スカイの両親が亡くなった後は後見人となった。

### 頻出キャスト
デボラ・テイト
演：キャロライン・ブレイジャー
トム・ボイラン
演：ダミアン・ガーヴェイ
マーク・レイノルズ
演：ディーン・ガイヤー
アリシア・ワシントン
演：シモーヌ・ケッセル
カーラ
演：ロミー・プーリエ
ウィーヴァー
演：ロハン・ニコル
カレン
演：ジェイ・ライアン
ルーカス・テイラー
演：アシュリー・ズーカーマン

## 放送

### エピソード
| シーズン | シーズン | エピソード | 初放送日      | 初放送日       | DVD発売日 | DVD発売日     | DVD発売日 |
| シーズン | シーズン | エピソード | シーズン初回  | シーズン最終回 | Region 1  | Region 2      | Region 4  |
| -------- | -------- | ---------- | ------------- | -------------- | --------- | ------------- | --------- |
|          | 1        | 13         | 2011年9月26日 | 2011年12月19日 | N/A       | 2012年11月1日 | N/A       |

### 北アメリカ
『Terra Nova』の初回は2時間で、2011年5月に放送される予定であったが、視覚効果の強化のため、パイロット版は残りの第1シーズンと共に2011年秋季に延期された。2011年5月、フォックスはシリーズを月曜日の夜に放送すると発表し、予告編を公開した。2011年7月23日、コミコン・インターナショナルにてプレミアが行われた。アメリカ合衆国での初回放送では922万人の視聴者を獲得した。『Terra Nova』の高いDVR値は、『Monday Night Football』の影響によるものである。フォックスは第1シーズンの最終回の2011年12月19日まで、月曜夜に毎週放送した。カナダではCitytvによりサイマル放送が行われ、初回は同局のドラマ史上最多となる140万人の視聴者を獲得した。

### 国際
| 放送国                                 | 放送局                  | 初回放送       | 出典   |
| -------------------------------------- | ----------------------- | -------------- | ------ |
| アルメニア、 ロシア、他 独立国家共同体 | Channel One             | 2011年9月27日  | [ 51 ] |
| オーストラリア                         | ネットワーク・テン      | 2011年9月26    | [ 52 ] |
| ベルギー（フランス語圏）               | BeTV                    | 2011年9月29日  | [ 53 ] |
| ベルギー（オランダ語圏）               | 2BE                     | 2011年12月12日 | [ 53 ] |
| フランス                               | Canal+                  | 2012年1月19日  | [ 54 ] |
| ドイツ                                 | プロジーベン            | 2012年春季     | [ 55 ] |
| インド、 パキスタン                    | Star World              | 2011年10月8日  | [ 56 ] |
| イスラエル                             | yes                     | 2011年9月26日  | [ 57 ] |
| 日本                                   | フォックス              | 2011年12月13日 | [ 58 ] |
| ポーランド                             | Fox                     | 2011年10月2日  | [ 59 ] |
| 東南アジア諸国                         | フォックス/フォックスHD | 2011年10月29日 | [ 60 ] |
| イギリス、 アイルランド                | Sky 1                   | 2011年10月3日  | [ 61 ] |

## 評価

### 批評家の反応
2011年6月、パイロット版を見たジャーナリストの投票により、批評家選出テレビ賞で「最もエキサイティングな新シリーズ」の8作品のうちの1作となった。『Pittsburgh Post-Gazette』では『Outcasts』と比較された。『ロサンゼルス・タイムズ』では、「秋季で最もエキサイティングな番組」と書かれた。『ニューヨーク・ポスト』では「良い家族の娯楽」と呼ばれた。『ウォール・ストリート・ジャーナル』では「各エピソードは映画のようなプロダクション・バリューで、古くチープなセット・シリーズを滅ぼす」と書かれた。『ワシントン・ポスト』では「文字通りこの秋最大のテレビ番組『Terra Nova』は、タイムトラベル、間違ったユートピア、『スイスのロビンソン』型の結束、空腹の恐竜、全てがある。それらすべてが輝いている。」と書かれた。
しかしながらシーズン中盤のレビューは手厳しかった。『Boston Herald』のマーク・A・ペリゴールからは「ドクター・スースによる『スターゲイト ユニバース』」と呼ばれた。『ガーディアン』のサム・ウォラストンからは「脚本はチーズ・トウモロコシ・ナチョスのファミリー・サイズと同じくらい陳腐で低レベル」と評された
。『ニューヨーク』誌のチャドウィック・マトリンは2度と番組を見ないと誓った。しかし12月の最終回により、批評家の多くが熱狂的となり、再び好転した。第1シーズンはMetacriticで28件のレビューで64/100となった。

### アメリカ合衆国でのレイティング
第1シーズンは平均752万人の視聴者を獲得し、18-49歳のレイティングは2.5となった。番組は、18-49歳のアダルト層では新作ドラマ中で2位、18-49歳、18-34歳、25-54歳の男性層では新番組中1位、ティーン層ではレギュラー番組トップ20中1位となった。
| シーズン | エピソード | タイムスロット（ET/PT） | 初回          | 初回                | 最終回         | 最終回              | テレビシーズン | 順位 | 視聴者数 （百万人） |
| シーズン | エピソード | タイムスロット（ET/PT） | 放送日        | 視聴者数 （百万人） | 放送日         | 視聴者数 （百万人） | テレビシーズン | 順位 | 視聴者数 （百万人） |
| -------- | ---------- | ----------------------- | ------------- | ------------------- | -------------- | ------------------- | -------------- | ---- | ------------------- |
| 1        | 13         | 月曜 8:00 PM            | 2011年9月26日 | 9.22                | 2011年12月19日 | 7.24                | 2011–12        | TBA  | 7.52                |